# Cser András
Cser András (Budapest, 1972. szeptember 30. –) magyar nyelvész, egyetemi tanár. A Magyar Tudományos Akadémia doktora (2017).

## Életpályája
1990–1996 között az Eötvös Loránd Tudományegyetemen angol, latin és elméleti nyelvészet szakon tanult. 1994–1999 között a Pázmány Péter Katolikus Egyetem Bölcsészettudományi Kar óraadója, 1999–2003 között adjunktusa, 2003–2018 között docense volt. 1996–1999 között az Eötvös Loránd Tudományegyetem Bölcsészettudományi Kar Elméleti nyelvészeti PhD programjában tanult. 2002-ben az Eötvös Loránd Tudományegyetemen PhD. fokozatot szerzett. 2002–2003 között a Magyar Tudományos Akadémia Nyelvtudományi Intézetének tudományos segédmunkatársa, 2009–2010 között megbízott kutatója, 2014-ben tudományos főmunkatársa volt. 2005–2007 között, valamint 2014–2016 között az Pázmány Péter Katolikus Egyetem Bölcsészettudományi Kar Elméleti Nyelvészet Tanszék tanszékvezetője volt. 2008-ban vendégkutató volt a Notre Dame University-n. 2008–2013 között a Pázmány Péter Katolikus Egyetem Bölcsészettudományi Kar Angol-Amerikai Intézet intézetvezetője volt. 2009–2014 között a Pázmány Péter Katolikus Egyetem Bölcsészettudományi Kar tudományos és kutatási dékánhelyettese volt. 2010-ben habilitált a Pázmány Péter Katolikus Egyetemen. 2017-ben a Magyar Tudományos Akadémia doktora lett. 2018 óta a Pázmány Péter Katolikus Egyetem Bölcsészettudományi Kar, Elméleti Nyelvészeti Tanszékének egyetemi tanára. 2021 óta a Nyelvtudományi Kutatóközpont tudományos tanácsadója és igazgatója.

## Testületi tagságai
2008–2012 között a Nyelvtudományi Közlemények szerkesztőbizottsági tagja, 2012–2016 között szerkesztője, 2017–2019 között főszerkesztője volt. 2010–2011 között az Országos Tudományos Kutatási Alapprogramok (OTKA) Nyelvészeti Zsűri tagja, 2011–2015 között elnöke volt. 2014 óta a Magyar Tudományos Akadémia Nyelvtudományi Bizottság tagja. 2016–2019 között az Országos Tudományos Kutatási Alapprogramok/Nemzeti Kutatási, Fejlesztési és Innovációs Hivatal Társadalomtudományi Kollégium tagja volt. 2019 óta a Magyar Tudományos Akadémia közgyűlési képviselője. 2020 óta az Acta Linguistica Academica főszerkesztője.
Kutatási területe a fonológiaelmélet, a történeti hangtan, az angol nyelvtörténet, a germán nyelvtörténet, a nyelvtudomány története és a latin fonológia.

## Művei
- Az s-végű prefixumok és az s-törlés fonologizálódása a latinban (2019)
- Prefixált alakok az angol nyelv történetében (2020)

## Díjai, ösztöndíjai
- Telegdi Zsigmond ösztöndíj (1998-1999)
- Bolyai János kutatási ösztöndíj (2001-2004, 2007-2010)
- Hajdú Péter vendégkutatói ösztöndíj (2014)